# Noffsingeria omeri
Noffsingeria omeri is een rondwormensoort uit de familie van de Meyliidae. De wetenschappelijke naam van de soort is voor het eerst geldig gepubliceerd in 1981 door Decraemer W. & Jensen P..